# كأس الغارفي 1998
كأس الغارفي 1998 هو الموسم 5 من كأس الغارفي. أقيم خلال الفترة 15 مارس 1998 وحتى 21 مارس 1998، وكان عدد الأندية المشاركة فيه 8، وفاز فيه منتخب النرويج لكرة القدم للسيدات.